# Рославльский уезд
Ро́славльский уезд — административная единица в составе Рижской губернии, Смоленского наместничества и Смоленской губернии, существовавшая в 1708 — 1929 годах. Центр — город Рославль.

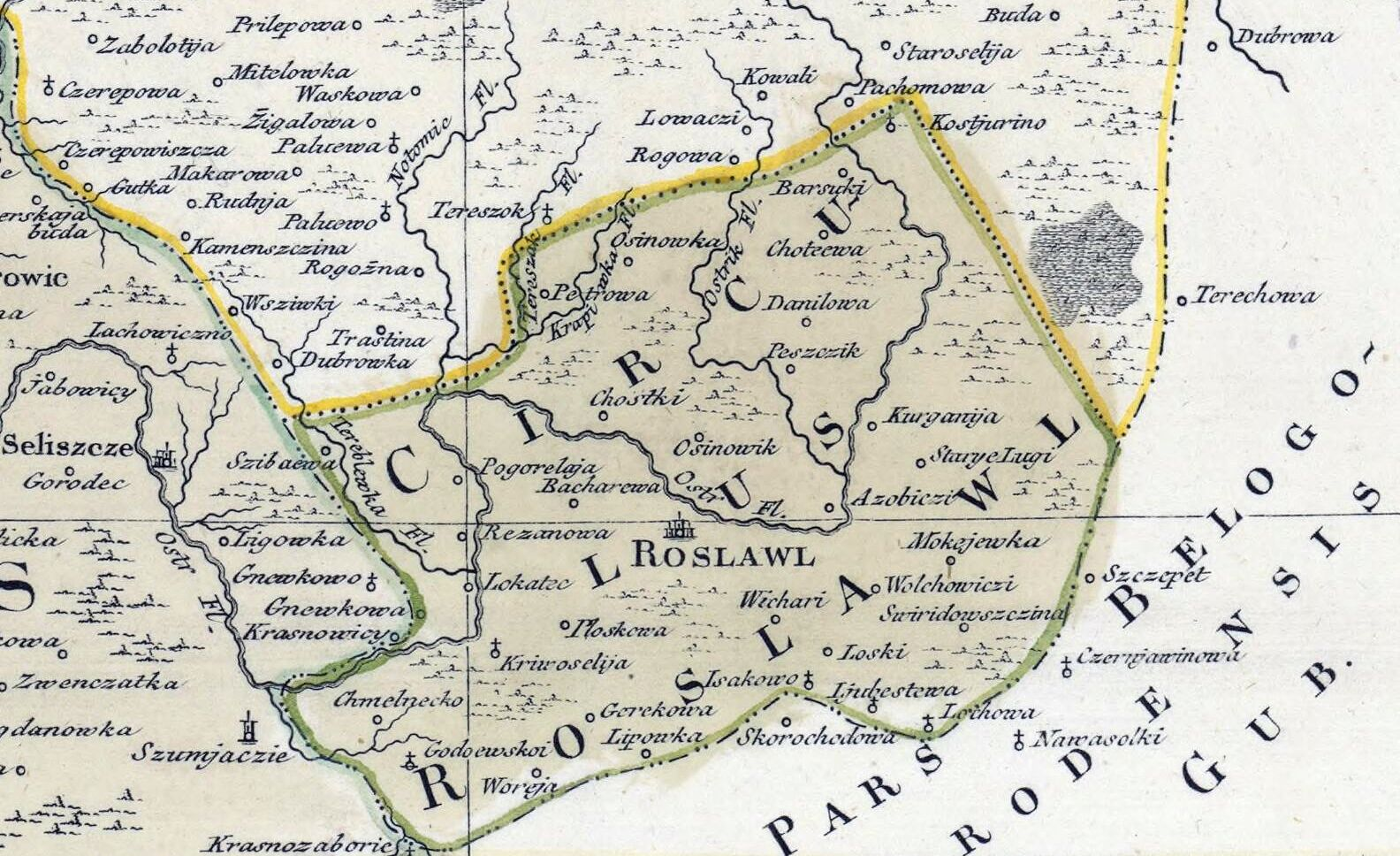
Рославльский уезд на карте Смоленской губернии. 1773 год

## История

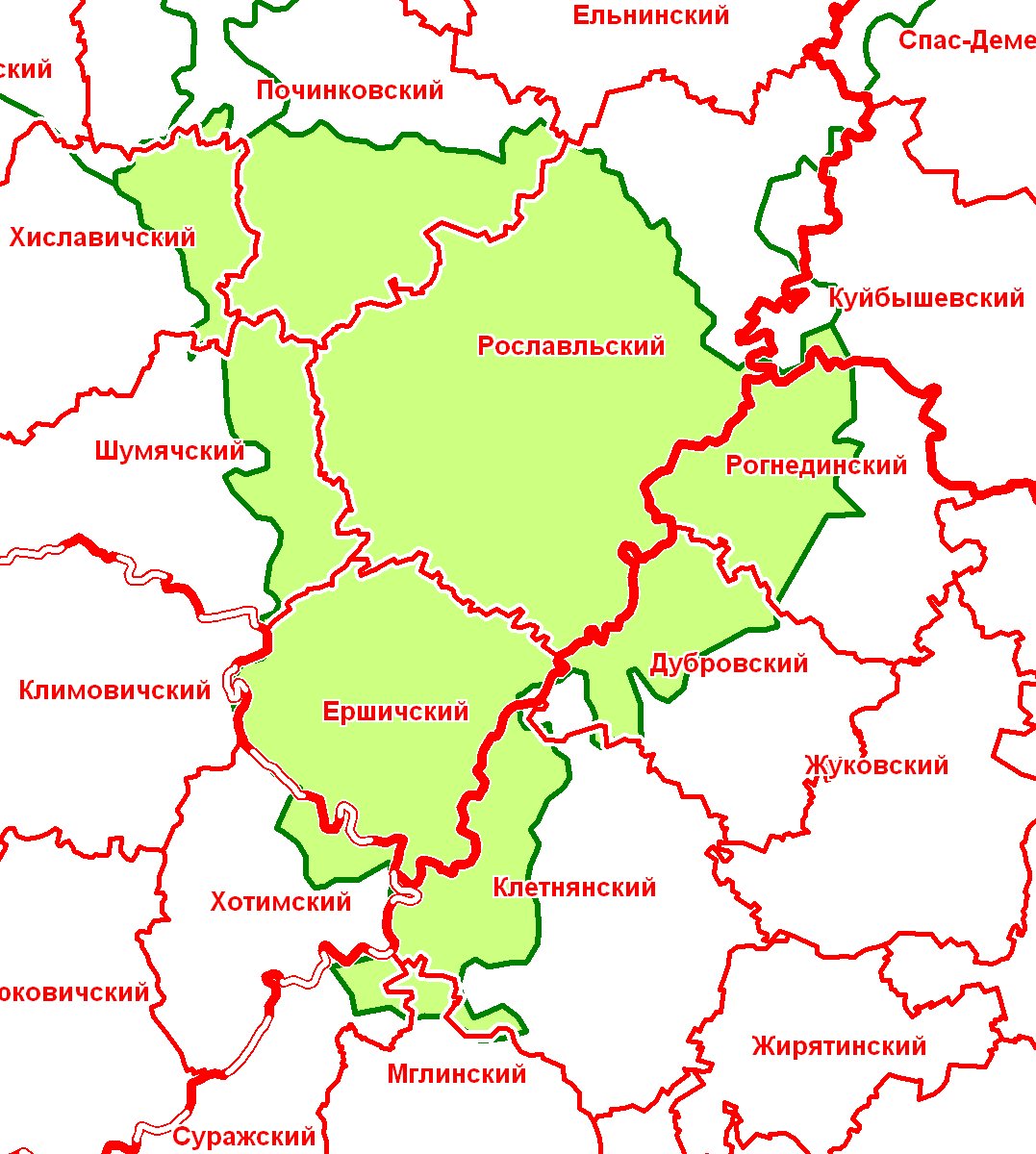
Рославльский уезд в современной сетке районов

Юридически Рославльский уезд был оформлен в 1708 году в ходе административной реформы Петра I, когда он был отнесён к Смоленской губернии. В 1713 году Смоленская губерния была упразднена, а Рославльский уезд отошёл к Рижской губернии, однако уже в 1726 году Смоленская губерния была восстановлена. С 1775 по 1796 год Рославльский уезд относился к Смоленскому наместничеству, а потом вновь стал частью Смоленской губернии.
25 марта 1918 года уезд был провозглашен частью Белорусской народной республики, а 1 по 16 января 1919 года в соответствии с манифестом І съезда КП(б) Белоруссии уезд входила в состав Социалистической Советской Республики Белоруссия.
В 1929 году Смоленская губерния и все её уезды были упразднены, а их территория вошла в новую Западную область. На территориальной основе Рославльского уезда были сформированы Рославльский и Ершичский районы; значительная часть территории уезда вошла в состав других соседних районов.

## Население
По данным переписи 1897 года в уезде проживало 188,2 тыс. чел. В том числе русские — 97,8 %; евреи — 1,3 %. В городе Рославле проживало 17 776 чел.

## Административное деление
В 1890 году в состав уезда входило 27 волостей
| № п/п | Волость         | Волостное правление | Число селений | Население |
| ----- | --------------- | ------------------- | ------------- | --------- |
| 1     | Астапковская    | с. Астапково        | 29            | 3829      |
| 2     | Ворошиловская   | с. Ворошилово       | 40            | 3330      |
| 3     | Гореновская     | с. Гореново         | 35            | 5927      |
| 4     | Екимовичская    | с. Екимовичи        | 29            | 3840      |
| 5     | Епишевская      | с. Епишево          | 30            | 5676      |
| 6     | Ермолинская     | д. Доротовка        | 45            | 3655      |
| 7     | Ершичская       | с. Ершичи           | 26            | 6837      |
| 8     | Жарынская       | с. Жарынь           | 23            | 5047      |
| 9     | Кирилловская    | д. Кириллы          | 36            | 4217      |
| 10    | Костыревская    | с. Костыри          | 45            | 6261      |
| 11    | Католинская     | с. Католин          | 8             | 2286      |
| 12    | Краснозаборская | с. Краснозаборье    | 19            | 3262      |
| 13    | Кузьмичская     | с. Кузьмичи         | 16            | 7625      |
| 14    | Луговская       | с. Луги             | 13            | 2542      |
| 15    | Несоновская     | с. Несоново         | 31            | 5140      |
| 16    | Ново-Руднянская | с. Новая Рудня      | 46            | 7358      |
| 17    | Полуевская      | д. Стомятка         | 42            | 3190      |
| 18    | Прыщанская      | с. Прыща            | 11            | 5459      |
| 19    | Рогнединская    | с. Рогнедино        | 14            | 4763      |
| 20    | Радичская       | с. Радичи           | 25            | 5393      |
| 21    | Разрытовская    | с. Разрытое         | 22            | 9440      |
| 22    | Рязановская     | с. Рязаново         | 33            | 5327      |
| 23    | Сергиевская     | с. Сергиевское      | 17            | 3952      |
| 24    | Трояновская     | с. Трояново         | 40            | 3523      |
| 25    | Тюнинская       | с. Тюнино           | 27            | 5674      |
| 26    | Фёдоровская     | с. Фёдоровское      | 30            | 6737      |
| 27    | Хорошевская     | д. Хорошово         | 29            | 3856      |

В 1913 году в Рославльском уезде было 27 волостей: Разрытовская волость переименована в Корсиковскую.
К 1926 году, несмотря на расширение границ уезда, число волостей сократилось до 12:
- Екимовичская
- Ершичская
- Корсиковская
- Костыревская
- Петровичская
- Пригорьевская
- Рославльско-Пригородная
- Сещенская
- Стодолищенская
- Тюнинская
- Хиславичская
- Шумячская